# Hedwig Village
Hedwig Village est une ville située au centre du comté de Harris  au Texas, aux États-Unis,. La ville est incorporée en 1954.

## Démographie
Lors du recensement de 2010, la ville comptait une population de 2 557 habitants. Elle est estimée, en 2016, à 2 662 habitants.

### Source de la traduction
- (en) Cet article est partiellement ou en totalité issu de l’article de Wikipédia en anglais intitulé « Hedwig Village, Texas » (voir la liste des auteurs).